# Избербашский округ
Избербаш округ — административно-территориальная единица Дагестанской АССР, существовавшая в 1952—1953 годах. Административный центр — город Избербаш.
Округ был образован 25 июня 1952 года, когда вся территория Дагестанской АССР была разделена на 4 округа. Граничил с Буйнакским, Дербентским и Махачкалинским округами Дагестанской АССР.
Делился на 9 районов и 1 город окружного подчинения:
- Акушинский— с. Акуша
- Дахадаевский — с. Уркарах
- Кайтагский — с. Маджалис
- Каякентский — с. Каякент
- Кулинский — с. Вачи
- Лакский — с. Кумух
- Левашинский— с. Леваши
- Сергокалинский — с. Сергокала
- Цудахарский — с. Цудахар
- город Избербаш

24 апреля 1953 года все округа Дагестанской АССР были упразднены.